# Canton (Texas)
Canton es una ciudad ubicada en el condado de Van Zandt en el estado estadounidense de Texas. En el Censo de 2010 tenía una población de 3.581 habitantes y una densidad poblacional de 217,36 personas por km².

## Geografía
Canton se encuentra ubicada en las coordenadas 32°33′15″N 95°51′49″O / 32.55417, -95.86361. Según la Oficina del Censo de los Estados Unidos, Canton tiene una superficie total de 16.47 km², de la cual 15.26 km² corresponden a tierra firme y (7.37%) 1.21 km² es agua.

## Demografía
Según el censo de 2010, había 3.581 personas residiendo en Canton. La densidad de población era de 217,36 hab./km². De los 3.581 habitantes, Canton estaba compuesto por el 91.06% blancos, el 2.26% eran afroamericanos, el 1.14% eran amerindios, el 1.03% eran asiáticos, el 0.11% eran isleños del Pacífico, el 1.79% eran de otras razas y el 2.6% pertenecían a dos o más razas. Del total de la población el 7.32% eran hispanos o latinos de cualquier raza.